# Bugedo (kommunhuvudort)
Bugedo är en kommunhuvudort i Spanien.   Den ligger i provinsen Provincia de Burgos och regionen Kastilien och Leon, i den norra delen av landet, 250 km norr om huvudstaden Madrid. Bugedo ligger 537 meter över havet och antalet invånare är 150.
Terrängen runt Bugedo är kuperad åt sydväst, men åt nordost är den platt. Runt Bugedo är det ganska glesbefolkat, med 28 invånare per kvadratkilometer. Närmaste större samhälle är Miranda de Ebro, 7,1 km nordost om Bugedo. Trakten runt Bugedo består till största delen av jordbruksmark.